# Prix Rossini
Il Prix Rossini era un premio per giovani librettisti e compositori istituito nel 1878 dall'Académie des beaux-arts.

## Storia
Il premio era finanziato da un lascito testamentario di Gioachino Rossini, che entrò in vigore nel 1878 dopo la morte della sua vedova. I vincitori del primo e del secondo premio ottenevano un finanziamento per l'esecuzione della loro opera in una prestigiosa cerimonia gestita da La Société des Concerts dell'Institut de France, anch'essa associata al Conservatoire national supérieur de musique et de danse de Paris. Il primo premio, nel 1881, fu assegnato al librettista Paul Collin e Clémence de Grandval per La fille de Jaïre.
Inizialmente la rappresentazione delle opere premiate avrebbe dovuto avvenire ogni due anni, due settimane dopo la fine della stagione, ma a causa dei costi e delle difficoltà legate alla produzione di eventi su larga scala, si decise invece di assegnare il premio ogni tre anni. La Société des Concerts presentò sei allestimenti tra il 1885 e il 1911, tutte ad opere di compositori che in seguito ebbero carriere di successo. Nel 2004 il premio veniva ancora assegnato ai musicisti.

## Albo parziale
- Clémence de Grandval (1828–1907)
- Paul Collin (1843–1915)
- Will Chaumuet (1842–1903)
- Auguste Chapuis (1858–1933)
- Henri Hirschmann (1872–1961)
- Marcel Rousseau (1882–1955)
- Marc Delmas (1885–1931)
- Louis Fourestier (1892–1976)
- Gaston Litaize (1909–1991)
- Marcel Tournier (1879–1951)
- Herman Bemberg (1859–1931)
- Lucien-Leon Guillaume Lambert (1858–1945)